# Pietro II Orseolo

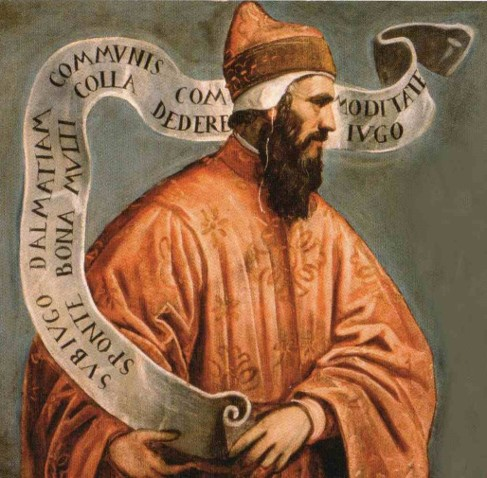
Pietro II Orseolo

Pietro II Orseolo was Doge van Venetië van 991 tot 1009.
Tijdens zijn bewind begon de Venetiaanse expansie naar het oosten, die, met enkele tussenpozen, bijna 500 jaar zou aanhouden. Venetië stond in 991, bij de aantreding van Pietro II, nominaal onder gezag van Byzantium, maar was in de praktijk helemaal onafhankelijk. 
Hij was de zoon van Pietro I Orseolo die korte tijd doge geweest was, maar naar een klooster gevlucht. In 991 was het met de stad en het gezag van de doge triest gesteld, maar Pietro Orseolo II maakte daar op indrukwekkende wijze een einde aan. Hij wist het westelijke en het oostelijke keizerrijk op meesterlijke wijze tegen elkaar uit te spelen en Venetië tot een macht van belang te maken.
Hij deed dat vooral door de grootste troefkaart van de stad -haar handel- te versterken. Hij wist het machtige Byzantium dat onder Basilius II een bloeitijd beleefde ertoe te bewegen hem meer toegang tot hun markten te verschaffen en een hoop bureaucratische hinderpalen uit de weg te ruimen. In ruil daarvoor zorgde Venetië voor troepentransport als de keizer daar weer eens behoefte aan had. Met Keizer Otto III werd een verdrag gesloten dat nog gunstiger was. Otto had grote bewondering voor de stad en meende vrij naïef hiermee een goede daad voor de zaak van het christendom te doen. 
Dat weerhield de Venetianen er niet van ook handelsbetrekkingen aan te knopen met de moslim gebieden aan de zuid- en oostoever van de Middellandse Zee. Orseolo brak daarmee het taboe dat rustte op betrekkingen met de wereld van de islam. Hoewel de expansie van Orseolo vooral economisch en commercieel gericht was, was militair optreden ook niet beneden zijn waardigheid indien nodig. 
De inwoners van Venetië voelden zich nauw verbonden met de mensen die aan de overkant van de Adriatische Zee leefden, de kuststeden van Dalmatia, een provincie die (ook) nominaal onder Byzantijns gezag stond. De regio werd geteisterd door Narentijnse piraten, die opereerden vanuit havensteden zoals Curzola.  Orseolo besloot in 997 de steden te hulp te komen, maar had daarbij verdere plannen met die steden, hij wist namelijk hoe zwak de Byzantijnse overheersing daar was en kon zo de rijke kuststeden bij zijn rijkje voegen. Hij nam daarbij wel een groot risico: Venetiaanse vloten waren met hetzelfde doel in 840 en 887 al door diezelfde piraten verslagen. Op Hemelvaartsdag 998 versloeg Orseolo de piraten en eigende zich daarbij de titel Dux Dalmatianorum (Hertog van de Dalmatiërs) toe, en kende ze aan de Venetiaanse kroonprins toe. 
De exacte datum van de overwinning werd Festa della Sensa, het Hemelvaartsfestival, het oudste feest in Venetië. Het werd altijd bijgewoond door de Doge en de bisschop van Olivolo, die op de Lido di Venezia het water zegende en daarmee de Venetiaanse vloot geluk toewenste. 
De hertogstitel was maar een van de tekenen van wat in de ogen van veel van zijn stadsgenoten een ongewenste staatszucht was. Men was bang dat Orseolo koning wilde worden. Toen hij zijn zoon als mede-doge wilde aanstellen en zijn andere zoon uithuwelijkte aan een Byzantijnse prinses nam de wrevel alleen nog maar toe. Keizer Hendrik II werd zelfs peetoom van een van zijn zoons. In 1005 kwam er een kentering. Er verscheen een komeet aan de hemel -door velen gezien als een teken van goddelijk ongenoegen- gevolgd door een hongersnood en een epidemie. Deze eiste ook zijn zoon Giovanni en zijn Byzantijnse vrouw als slachtoffers op. Pietro trok zich zwaar aangeslagen terug in zijn paleis en stierf er op 47-jarige leeftijd. Zijn zoon Otto volgde hem op.